# Boreostoma bingoense
Boreostoma bingoense is een mosselkreeftjessoort uit de familie van de Paradoxostomatidae. De wetenschappelijke naam van de soort is voor het eerst geldig gepubliceerd in 1977 door Okubo.